# Lap-See Lam
Lap-See Lam, född 22 april 1990, är en svensk konstnär. Hon är bosatt i Stockholm.
Lam utbildade sig 2011–2013 på Konstskolan Idun Lovén och 2013–2020 på Kungliga Konsthögskolan i Stockholm.
I flera av sina verk använder hon digital teknik för att utforska den svenska kinakrogen, som också är en del av hennes familjeberättelse. Hon har blivit uppmärksammad för app-verket och videoinstallationen "Mother's Tongue" (i samarbete med Wingyee Wu), en "turistguide" till kinakrogarnas historia. Hennes virtual reality-verk "Phantom Banquet" handlar om spöken på en kinakrog. Verket producerades för Performa 19-biennalen i New York som del av den svenska paviljongen. För det senare verket tilldelades Lam Dagens Nyheters kulturpris 2021.

I  motiveringen skrev Dagens Nyheters kulturchef Björn Wiman: 
| ” | Hennes "Phantom banquet" säger något väsentligt om världen genom en virtuell djupdykning i det mest lokala; med utgångspunkt i sin uppväxt på kinakrogen Bamboo Garden i Stockholm berättar hon en tidlös och universell historia om hur vi människor kan leva tillsammans. Det hon gör är sinnesvidgande och gripande – precis som det anstår en mottagare av DN:s Kulturpris. | „ |

Lams konst har bland annat visats i följande sammanhang: Magasin III, Stockholm (2020-2021); samlingsutställningen på Moderna Museet, Stockholm (2019–2020); Galerie Nordenhake, Stockholm (2020); Performa 19-biennalen, New York (2019); Fondation Cartier, Paris (2019); Moderna Museet, Malmö (2019–2018) och Luleåbiennalen (2018).
Hennes verk finns representerad i samlingarna på Moderna Museet, Stockholm och Statens Konstråd, Stockholm.
2020 utsågs Lam av amerikanska Forbes till en av Europas 30 mest lovande unga personer inom konst och kultur. 2021 nominerades hon även till internationella Future Generation Art Prize där hon valdes ut bland över 11.000 konstnärer från 200 länder.

## Venedigbiennalen 2024
För den 60:e Venedigbiennalen fick Lap-See Lam uppdraget att skapa ett konstverk för den Nordiska paviljongen. Lap-See Lam samarbetade med den finlandsbaserade irakiska textilkonstnären Kholod Hawash och den norske kompositören Tze Yeung Ho för att skapa allkonstverket "The Altersea Opera".
Verket var en audiovisuell installation som bestod av en 38 meter lång bambukonstruktion som sträckte sig igenom hela paviljongen. Den omslöts av ett drakhuvud som stod på framsidan av paviljongen och draksvans som var placerad på andra sidan av byggnaden. Verket omfattade också en operaföreställning som framfördes live i samband med biennalens öppnande. Under resten av utställningsperioden spelades operan på videoskärmar och högtalare i installationen.

## Utmärkelser
- 2017 – Stipendium från Maria Bonnier Dahlins stiftelse[25]
- 2020 – Forbes 30 Under 30 Europe 2020: Art & Culture [20]
- 2021 – Dagens Nyheters kulturpris[8]